# Wu Qi
Wu Qi (mort en 381 av. J.-C.) anciennement orthographié Wou Ts’i ou Wu Ch’i (chinois traditionnel : 吳起, simplifié : 吴起, pinyin : Wú Qǐ) était un stratège et homme d'État chinois lors de la période des Royaumes Combattants. Il est l'auteur d'un Art de la guerre, le Wuzi (en), qui fait partie des Sept classiques militaires chinois (en).

## Biographie

### Jeunesse
Wu Qi naît dans l'État de Wei et se spécialise dans le maniement des armées. Sa famille économise une grosse somme d'argent afin qu'il puisse se trouver un poste de fonctionnaire dans un des états qui composaient la Chine de l'époque. Il ne parvient cependant pas à trouver un emploi, ce qui éclate sa famille. Un jour, il tue une trentaine de villageois qui s'étaient moqué de lui et doit fuir le Wei. Avant de partir, il prête serment avec sa mère : « À moins que je ne me trouve un emploi de Premier ministre, je ne reviendrai pas en Wei ! » Sa mère meurt plus tard, mais il ne se rend pas aux funérailles.

### Au service de l'État de Lu
Wu Qi devient un temps le disciple de Zengzi, mais ce dernier ne le jugea pas assez vertueux et coupa toute relation avec lui. Il se rend alors à l'État de Lu pour trouver un emploi. Vers cette époque, l'État de Qi attaque le Lu et le seigneur Gong de Lu considérait employer Wu Qi, mais gardait des réticences du fait que celui-ci avait pris pour épouse une femme de l'État de Qi. Wu Qi tua sa femme pour prouver sa loyauté et le seigneur Gong le nomma général. Wu Qi inflige alors une sévère défaite au Qi. Le seigneur Gong continue néanmoins de se méfier de lui et finit par le remercier de ses services.

### Au service de l'État de Wei
Wu Qi part alors pour l'État de Wei et brigue alors un poste auprès du marquis Wen. Son conseiller Li Kui appuie la recommandation et le marquis Wen nomme Wu Qi général. Wu Qi part affronter l'État de Qin et en capture cinq villes. Le marquis Wen envoie ensuite Wu Qi défendre les terres à l'ouest du fleuve Jaune contre les États de Qin et de Han.
En 396 av. J.-C., le marquis Wen meurt et son fils, le marquis Wu lui succède. Celui-ci rend visite à Wu Qi et se montre impressionné par le discours que lui fait Wu Qi sur les avantages topographiques et sur la vertu du souverain. L'État de Wei crée la fonction de Premier ministre et c'est Tian Wen qui est nommé, ce qui fâche Wu Qi qui espérait obtenir ce poste. Au cours d'une discussion avec Tian Wen, il concède cependant que c'était la décision la plus sage.
À la mort de Tian Wen, Gong Shu est nommé Premier ministre. Celui-ci désirait épouser la fille du marquis Wu pour asseoir sa position mais craignait que Wu Qi ne soit également un candidat. Il tend un piège à Wu Qi qui lui ôte toute faveur aux yeux du marquis Wu, si bien que celui-ci se sent obligé de fuir le Wei.

### Premier ministre de Chu

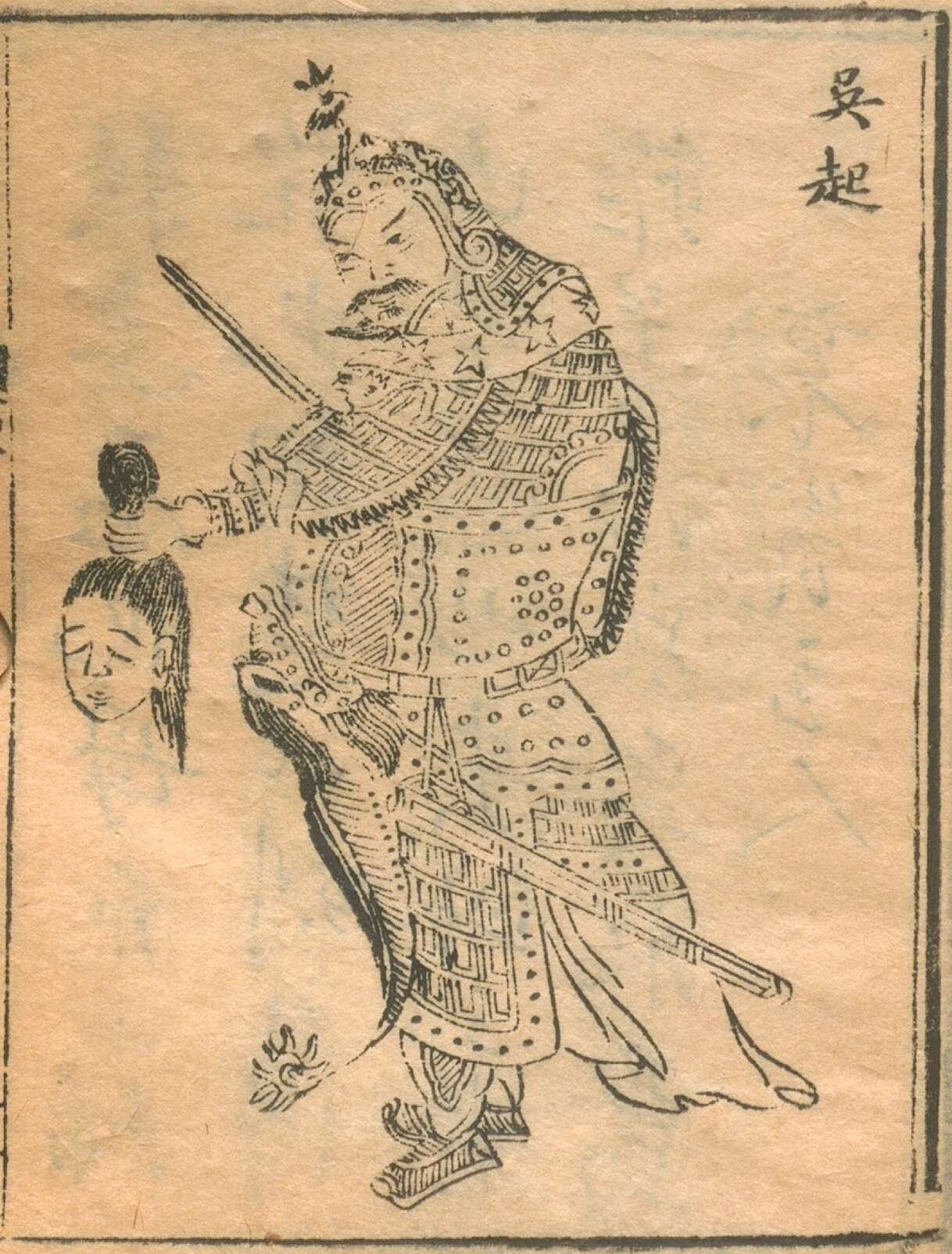
Wu Qi

Wu Qi se rend ensuite dans l'État de Chu où le roi Dao le nomme Lingyin, l'équivalent de Premier ministre. Wu Qi entreprend vers 389 av. J.-C. une série de réformes drastiques qui renforcent considérablement le Chu, mais lui valent de nombreuses rancœurs. En peu de temps, il mène de nombreuses campagnes victorieuses contre ses voisins et en 381 av. J.-C., annexe les États de Chen et de Cai. Cette même année, le roi Dao meurt et les ennemis politiques de Wu Qi pensent profiter des funérailles pour le tuer. Cependant durant l'attaque Wu Qi court près de la dépouille du roi Dao, et alors que ses ennemis le criblent de flèches, ils transpercèrent également le cadavre du roi Dao. Après les funérailles, le roi Su monte sur le trône et fait exécuter et exterminer les clans de ceux qui avaient tiré sur Wu Qi et sur le corps de son père.

## Actions entreprises
Les réformes qu'entrepris Wu Qi au Chu permirent de considérablement renforcer le pays et en l'espace de peu d'années de faire du Chu une puissance capable de soumettre ou mettre en échec ses voisins. Wu Qi commença par réduire le climat de corruption qui régnait à la Cour de Chu à cette époque, ainsi que les dépenses d'état, d'abord en réduisant les salaires des fonctionnaires, puis en renvoyant les fonctionnaires désœuvrés ou dont le rôle était peu significatif.
Wu Qi fit également déporter tous les nobles de la capitale vers les frontières afin d'une part réduire leur influence, et de l'autre s'arranger pour que les nobles se concentrent sur le territoire qui leur était assigné, ce qui se traduisit par un peuplement de ces terres assorti et des seigneurs prêts à les défendre.
Wu Qi entraîna également une armée professionnelle avec les économies réalisées par ses autres réformes. Avec celle-ci il parvint à soumettre les Baiyue, à annexer les États de Chen et Cai et à vaincre l'État de Qin.
Après sa mort, la plupart des réformes de Wu Qi furent abandonnées et le Chu revint rapidement à son état originel. D'un autre côté les réformes entreprises par son contemporain Shang Yang dans l'État de Qin perdurèrent et furent l'une des clefs qui permirent au Qin d'unifier l'empire un siècle plus tard.

## Œuvres
- Wuzi (《吳子》), ou Art de la guerre de Maître Wu (《吳子兵法》, Wuzi Bingfa)
- Wu Qi Yu Zhang Yin Fu (《吳起玉帳陰符》)
- Wu Qi Jiao Zhan Fa (《吳起教戰法》)